# Lemniscomys barbarus
Lemniscomys barbarus là một loài động vật có vú trong họ Chuột, bộ Gặm nhấm. Loài này được Linnaeus mô tả năm 1766.

## Hình ảnh

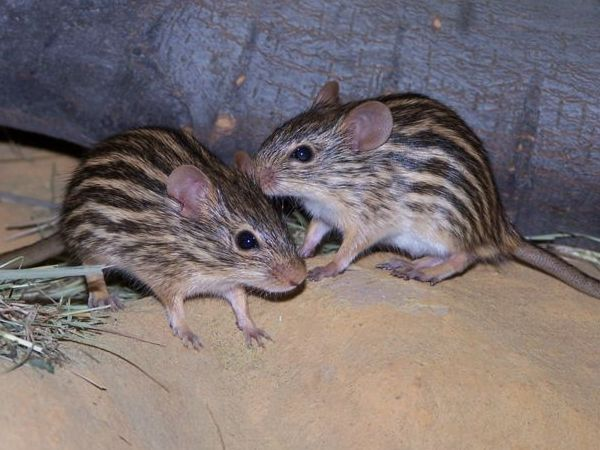
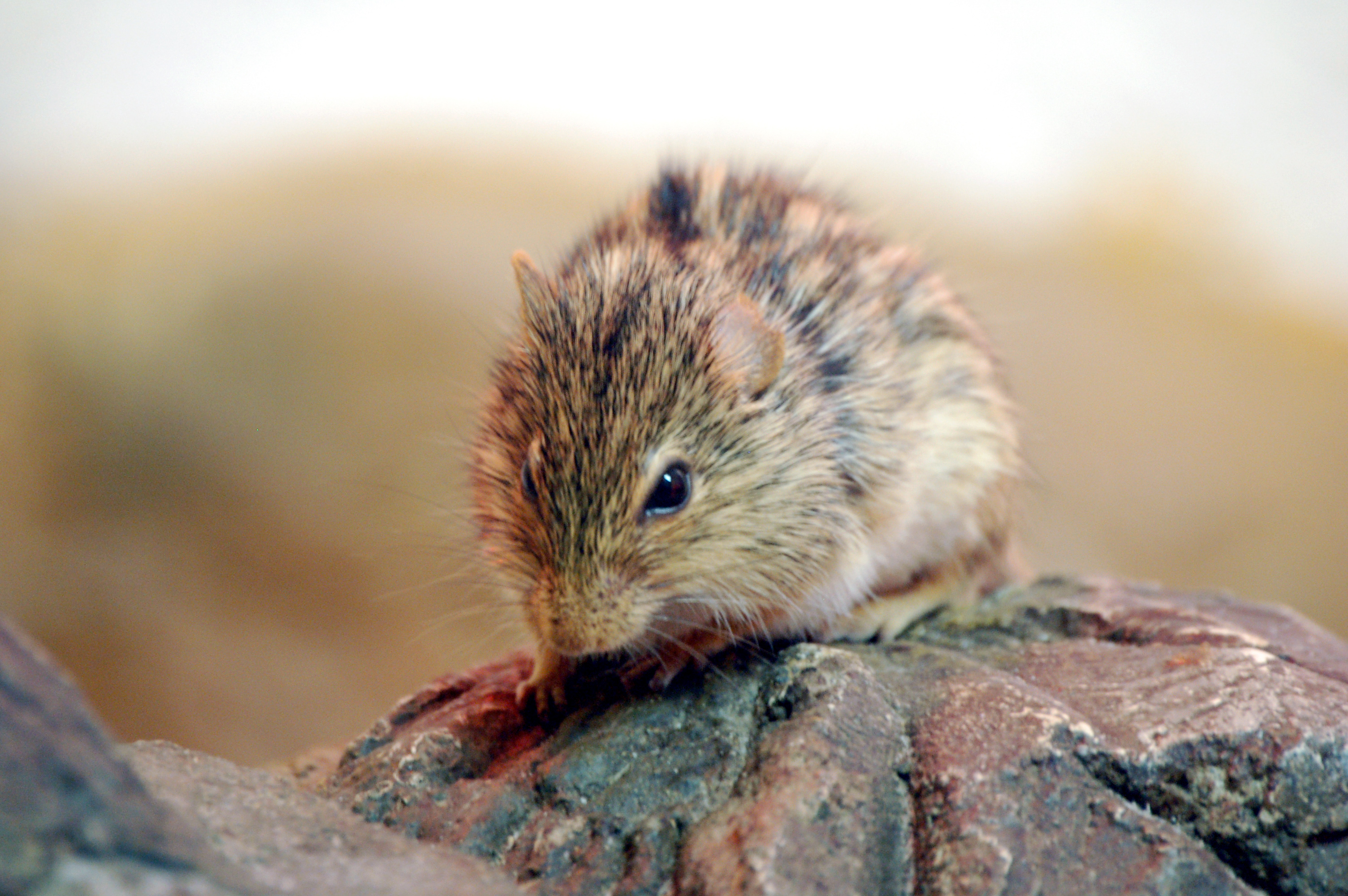
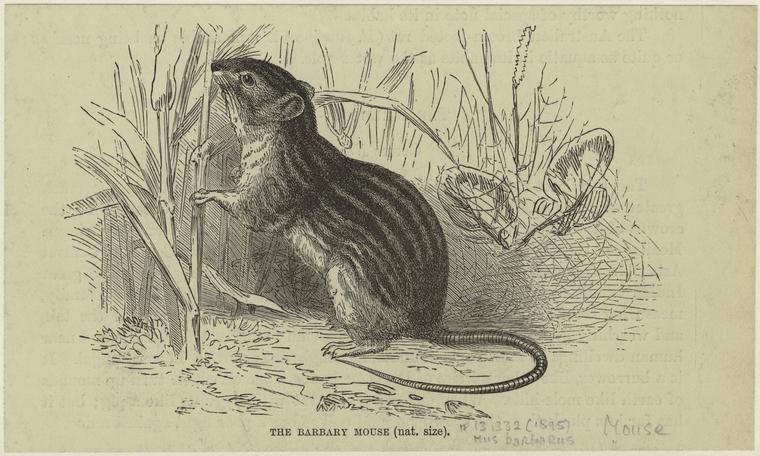
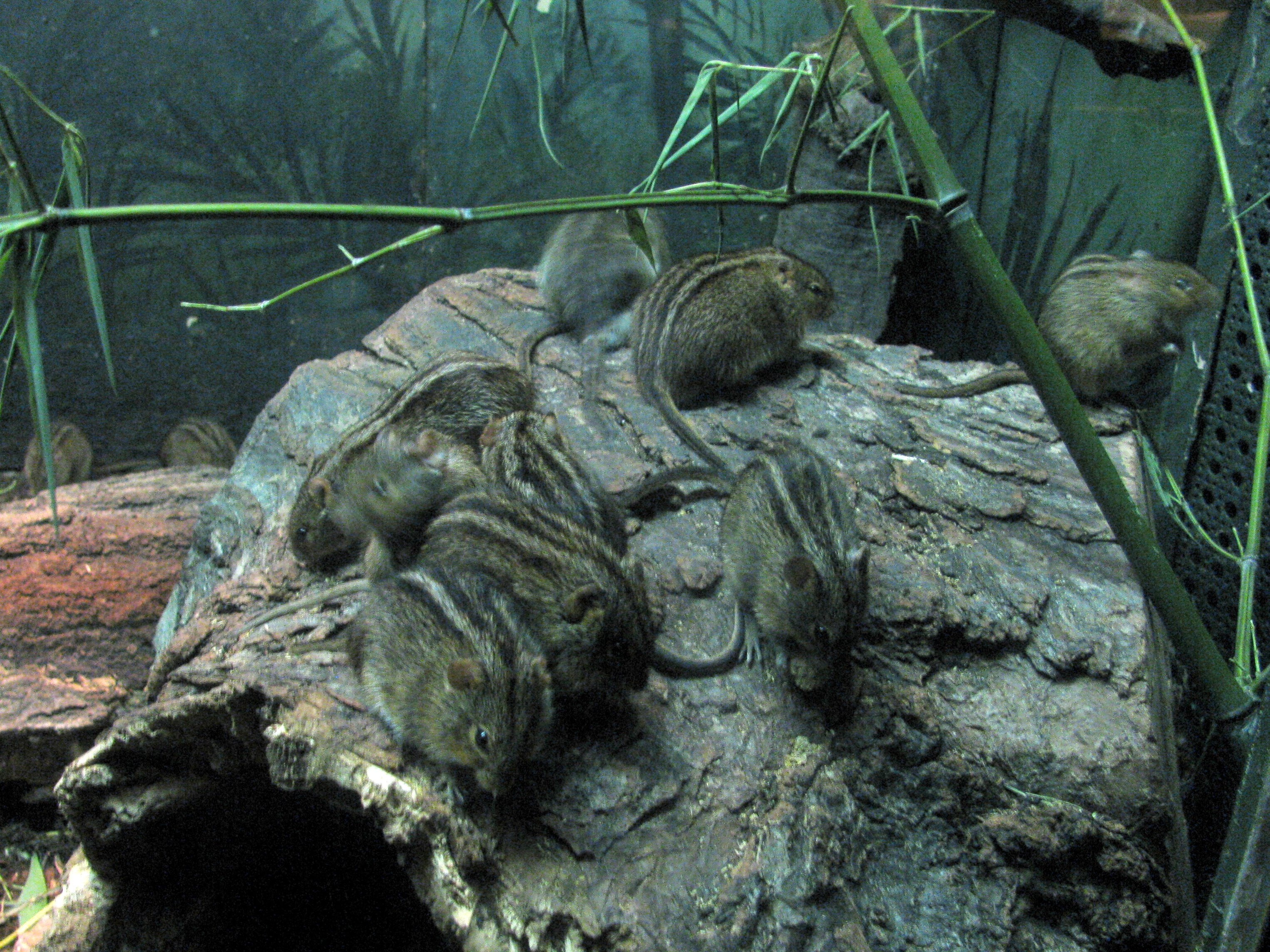